# 500
| Calendário gregoriano                                                        | 500 D                           |
| Ab urbe condita                                                              | 1253                            |
| Calendário arménio                                                           | -52 – -51                       |
| Calendário bahá'í                                                            | -1344 – -1343                   |
| Calendário budista                                                           | 1044                            |
| Calendário chinês                                                            | 3196 – 3197                     |
| Calendário copta                                                             | 216 – 217                       |
| Calendário etíope                                                            | 492 – 493                       |
| Calendários hindus - Vikram Samvat - Calendário nacional indiano - Cáli Iuga | 555 – 556 421 – 422 3600 – 3601 |
| Calendário Holoceno                                                          | 10500                           |
| Calendário islâmico                                                          | 126 BH – 125 BH                 |
| Calendário judaico                                                           | 4260 – 4261                     |
| Calendário persa                                                             | 122 BP – 121 BP                 |
| Calendário rúnico                                                            | 750                             |
| Calendário solar tailandês                                                   | 1043                            |

500 (D, na numeração romana) foi um ano bissexto, o último do século V do Calendário Juliano, da Era de Cristo, teve início a um Sábado e terminou a um Domingo, e as suas letras dominicais foram B e A (52 semanas).
| Ano completo                      |
| --------------------------------- |
| Ano bissexto com início ao sábado |

## Eventos
- Reinos anglo-saxões e bretões.
- Os saxões fundam os reinos de Essex e Middlesex.
- Teotihuacán é a sexta maior cidade do mundo.
- Fazendeiros e pastores bantu chegam à África do Sul.
- Utilização da laca no Japão.
- O chá é levado da Índia para a China.
- Flautas, tubas, trompas e tambores usados no Peru.
- Fundação do Império Huari no Peru.

## Nascimentos
- São David de Gales (m. 589)
- Papa Silvério, 58° papa.
- Papa Vigílio, 59° papa. (m. 555)

## Mortes
- Tsu Ch'ung Chih, matemático e astrónomo chinês (n. 429)
- Marino de Flávia Neápolis, filósofo neoplatonista. (n. 450)